# Volvo 200
A série 200 é uma linha de automóveis fabricados pela Volvo entre 1974 e 1993; constituída por Coupé, Sedã e Station Wagon. Foram vendidas mais de 2,8 milhões de unidades do série 200 em todo o mundo. Tal como o Volvo Série 140 (1966 a 1974), a partir do qual foi desenvolvido, foi desenhado por Jan Wilsgaard.
A série coincidiu com a produção da série Volvo 700 (1982 a 1992). Como a Série 240 permaneceu popular, apenas a Série 260 foi substituída pela Série 700, que a Volvo comercializou junto com a 240 por mais uma década. A 700 foi substituída pela Série 900 em 1992, um ano antes de a 240 ser descontinuada. A produção da 240 terminou em 14 de maio de 1993, após quase 20 anos, com a plataforma e arquitetura básicas durando 27 anos, se a produção da Série 140 original for agregada.